# Прёльс, Роберт
Роберт Прёльс (18 января 1821, Дрезден — 26 апреля 1906, там же) — немецкий писатель

, драматург и литературовед.

## Биография
Был сыном дрезденского торгового агента. Получил торговое образование, совершил ряд научных поездок за границу, в том числе бывал в Италии. Унаследовал дело своего отца и занимался вместе со своим братом торговлей до 1863 года, после чего решил заняться исключительно литературной работой. Свободным писателем оставался до конца жизни.
Писал сперва драмы («Sophonisbe», 1862; «Michael Kolhaas», 1863; «Katharina Howard», I860; «Eine edle That», 1866), затем дал обширные комментарии к Шекспиру (1874—1897 годы, 9 томов), известнейшую биографию Гейне (1886), «Geschichte des dresdener Hoftheaters» (1878), «Geschichte des neueren Dramas» (1880—1883), «Vom Ursprung der menschlichen Erkenntniss» (1879), «Katechismus der Aesthetik» (1884; русский перевод — 1895), «Das herzogl. meiningensche Hoftheater» (1887), «Das deutsche Volkstheater» (1889), «Königin Marie Antoinette» (1894), «Katechismus der Dramaturgie» (1899), «Geschichte der deutschen Schauspielkunst» (1900).
Его сын, Иоганн Прёльс, также стал известным писателем.